# 卢卡斯·马弗洛克法雷蒂斯
卢卡斯·馬弗洛克法雷蒂斯（希臘語：Λουκάς Μαυροκεφαλίδης，1984年7月25日—），希臘籃球運動員。他現在效力於希臘籃球甲級聯賽球隊帕納辛奈克斯籃球俱樂部。他在2006年NBA選秀第二輪中被明尼蘇達森林狼選中。他也代表希臘國家籃球隊參賽，參加了2014年籃球世界杯的比賽。